# البيهو
قرية البيهو هي إحدى القرى التابعة لمركز سمالوط بمحافظة المنيا في جمهورية مصر العربية. حسب إحصاءات سنة 2006، بلغ إجمالي السكان في البيهو 17069 نسمة، منهم 8822 رجلا و8247 امرأة.